# Leptotarsus (Longurio) capicola
Leptotarsus (Longurio) capicola is een tweevleugelige uit de familie langpootmuggen (Tipulidae). De soort komt voor in het Afrotropisch gebied.